# YF-102
YF-102是一款由中华人民共和国研发一款液体燃料发动机，其采用燃气发生器循环，并使用液氧和煤油作为燃料。它由航天推进技术研究院在以往煤油发动机的经验基础上，采用3D打印技术制造，可多次启停。
2023年4月2日，使用三台YF-102作为芯一级发动机的天龙二号运载火箭成功实现首飞。据制造商称，可重复使用的版本YF-102R可能会在2026年准备就绪。